# Грузия на «Евровидении-2013»
Грузия принимала участие в конкурсе песни Евровидение 2013 в Мальмё, Швеция. Представляли Грузию Нодико Татишвили и Софо Геловани с песней Waterfall.

## Национальный отбор
31 декабря 2012 года Грузинская национальная телекомпания объявила, что Нодико Татишвили и Софо Геловани будут представлять Грузию в 2013 году на Евровидении 2013 в Мальмё, Швеция.
6 февраля 2013 года стало известно название песни -  "Waterwall".
27 февраля 2013 года в утренней программе "Наше Утро" Нодико Татишвили и Софо Геловани впервые исполнили песню Waterfall.

## На конкурсе Евровидение
Грузия выступала во втором полуфинале под номером 15 и набрала 63 очков, заняв 10 место и квалифицировавшись в финал.
В финале выступала под номером 25, набрала 50 очков и заняла 15 место.